# ドイチェ・フースバルマイスターシャフト1939-1940
ドイチェ・フースバルマイスターシャフト 1939-1940 はドイツ国で開催された第33回目のサッカー全国大会である。FCシャルケ04が優勝し、5回目のドイチャー・フースバルマイスターの座に就いた。

## 概要
この大会は、第二次世界大戦下で行われた最初のドイチェ・マイスターシャフトである。1939年9月1日に第二次大戦が始まった時、国民社会主義体育連盟の帝国スポーツ指導者 (Reichssportführer) ハンス・フォン・チャマー・ウント・オステンは、ドイツ国内のあらゆるスポーツ競技の中止を発表した。しかし国民の日常生活が短期間で回復されると、この中止命令も緩和されていった。サッカーでは非公式なフレンドリーマッチから始まり、次いで各大管区の下部リーグがスタートした。
1939年10月10日、オストプロイセン大管区以外の全ガウリーガに正常開催許可が出された。そして10月24日、フォン・チャマー・ウント・オステンは各ガウリーガを12月末までに終了させるというスケジュールを立てた。しかし大会形式に関しては、平時のようにシンプルなリーグ戦というわけにはいかなかった。燃料不足と交通問題が原因で多くのガウリーガが2グループ編成となり、ガウリーガ・バーデンにいたっては5グループで行われている。そうしたところでは、各組の勝者たちによるプレーオフを行い大管区王者を決定した。
DM決勝大会は方式を全く変えずに、昨年度より約一か月遅い1940年5月12日に開幕した。厳しい冬のせいで複数のガウリーガの日程消化が大幅に遅れてしまい、当該地域の優勝クラブはその分だけ、グループステージ参加が遅れた。
第二次大戦下最初のドイチャーマイスターはFCシャルケ04、昨季に続く連覇で5回目のドイツ制覇を決めた。準優勝に終わったドレスデナーSCだが、中部ドイツ勢としては第一次世界大戦前最後の決勝で負けたVfBライプツィヒ (1893-1945)以来となる、じつに26年ぶりの決勝にたどり着いた。

## 出場クラブ[2]
| クラブ                            | 出場資格                                           |
| VfBケーニヒスベルク               | ガウリーガ・オストプロイセン1939-1940優勝          |
| VfLシュテッティン                 | ガウリーガ・ポンメルン1939-1940優勝                |
| ウニオン・オーバーシェーネバイデ  | ガウリーガ・ベルリン=ブランデンブルク1939-1940優勝 |
| フォアヴェルツRaSpoグライヴィッツ | ガウリーガ・シュレージエン1939-1940優勝            |
| ドレスナーSC                      | ガウリーガ・ザクセン1939-1940優勝                  |
| 1.SVイエナ                        | ガウリーガ・ミッテ1939-1940優勝                    |
| アイムスビュッテラーTV            | ガウリーガ・ノルトマルク1939-1940優勝              |
| VfLオスナブリュック               | ガウリーガ・ニーダーザクセン1939-1940優勝          |
| FCシャルケ04                      | ガウリーガ・ヴェストファーレン1939-1940優勝        |
| フォルトゥナ・デュッセルドルフ    | ガウリーガ・ニーダーライン1939-1940優勝            |
| ミュールハイマーSV06              | ガウリーガ・ミッテルライン1939-1940優勝            |
| CSC03カッセル                     | ガウリーガ・ヘッセン1939-1940優勝                  |
| キッカース・オッフェンバッハ      | ガウリーガ・ズュートヴェスト1939-1940優勝          |
| SVヴァルトホフ07                  | ガウリーガ・バーデン1939-1940優勝                  |
| シュトゥットガルター・キッカース  | ガウリーガ・ヴュルテンブルク1939-1940優勝          |
| 1.FCニュルンベルク                | ガウリーガ・バイエルン1939-1940優勝                |
| NSTGグラスリッツ                  | ガウリーガ・ズデーテンラント1939-1940優勝          |
| SKラピート・ヴィーン              | ガウリーガ・オストマルク1939-1940優勝              |

## グループステージ

### グループ1

#### グループ1A
対象地域：ブランデンブルク、オストプロイセン、ポンメルン。
| 順 | チーム                             | 試 | 勝 | 分 | 敗 | 得 | 失 | 得率  | 点 | 出場権            |     | OBE | KON | STE |
| -- | ---------------------------------- | -- | -- | -- | -- | -- | -- | ----- | -- | ----------------- | --- | --- | --- | --- |
| 1  | SCウニオン・オーバーシェーネバイデ | 4  | 3  | 0  | 1  | 13 | 8  | 1.625 | 6  | グループA決勝進出 |     | —   | 6–3 | 3–1 |
| 2  | VfBケーニヒスベルク                | 4  | 3  | 0  | 1  | 13 | 10 | 1.300 | 6  |                   |     | 3–1 | —   | 5–2 |
| 3  | VfLシュテッティン                  | 4  | 0  | 0  | 4  | 5  | 13 | 0.385 | 0  |                   | 1–3 | 1–2 | —   |     |

#### 試合結果
- 試合日：1940年5月12日・19日・26日、6月2日・9日・16日
- 会場：オリンピアシュタディオン・ベルリン/シュタディオン・アム・ゲズントブルネン (ベルリン)、プロイセン=シュタディオン (シュテティーン)、ホルスト=ヴェッセル・シュタディオン (ケーニヒスベルク)

| チーム #1                        | スコア    | チーム #2                        |
| -------------------------------- | --------- | -------------------------------- |
| ウニオン・オーバーシェーネバイデ | 6:3 (2:2) | VfBケーニヒスベルク              |
| VfLシュテティーン                | 1:3 (0:2) | ウニオン・オーバーシェーネバイデ |
| VfBケーニヒスベルク              | 5:2 (3:1) | VfLシュテティーン                |
| ウニオン・オーバーシェーネバイデ | 3:1 (0:1) | VfLシュテティーン                |
| VfBケーニヒスベルク              | 3:1 (0:1) | ウニオン・オーバーシェーネバイデ |
| VfLシュテティーン                | 1:2 (0:1) | VfBケーニヒスベルク              |

- ケーニヒスベルクのフリートレンダー＝トーアプラッツは、当時ホルスト＝ヴェッセル＝シュタディオンに改名されていた。[5]

#### グループ1B
対象地域：オストマルク、シュレージエン、ズデーテンラント。
| 順 | チーム               | 試 | 勝 | 分 | 敗 | 得 | 失 | 得率  | 点 | 出場権            |     | RWI | VRG | GRA |
| -- | -------------------- | -- | -- | -- | -- | -- | -- | ----- | -- | ----------------- | --- | --- | --- | --- |
| 1  | SKラピート・ヴィーン | 4  | 3  | 1  | 0  | 19 | 4  | 4.750 | 7  | グループA決勝進出 |     | —   | 3–1 | 7–0 |
| 2  | RaSpoグライヴィッツ  | 4  | 1  | 2  | 1  | 11 | 11 | 1.000 | 4  |                   |     | 2–2 | —   | 4–2 |
| 3  | NTSGグラスリッツ     | 4  | 0  | 1  | 3  | 7  | 22 | 0.318 | 1  |                   | 1–7 | 4–4 | —   |     |

### 試合結果
- 開催日：1940年5月5日・12日・19日・26日、6月2日・9日
- 会場：ヤーンシュタディオン (グライヴィッツ)、プファールヴィーゼ / プラター・シュタディオン (ヴィーン)、ウンター=グラスリッツ (グラスリッツ（ドイツ語版）)、チャマー・ウント・オステン・カンプフバーン (ビスマルクヒュッテ（ドイツ語版）)

| チーム #1                         | スコア    | チーム #2                         |
| --------------------------------- | --------- | --------------------------------- |
| フォアヴェルツRaSpoグライヴィッツ | 4:2 (3:1) | NSTGグラスリッツ                  |
| SKラピート・ヴィーン              | 7:0 (3:0) | NSTGグラスリッツ                  |
| SKラピート・ヴィーン              | 3:1 (1:1) | フォアヴェルツRaSpoグライヴィッツ |
| NSTGグラスリッツ                  | 1:7 (0:3) | SKラピート・ヴィーン              |
| フォアヴェルツRaSpoグライヴィッツ | 2:2 (0:1) | SKラピート・ヴィーン              |
| NSTGグラスリッツ                  | 4:4 (2:2) | フォアヴェルツRaSpoグライヴィッツ |

- グライヴィッツ-ラピート戦は、ビスマルクヒュッテのチャマー・ウント・オステン・カンプフバーンで開催された。[6]

#### グループ1決勝
会場：プラター・シュタディオン、オリンピアシュタディオン・ベルリン
| チーム #1            | 合計 | チーム #2                        | 第1戦 | 第2戦 |
| -------------------- | ---- | -------------------------------- | ----- | ----- |
| SKラピート・ヴィーン | 6–3  | ウニオン・オーバーシェーネバイデ | 3–1   | 3–2   |

### グループ2
対象地域：ミッテ、ニーダーザクセン、ノルトマルク、ザクセン
| 順 | チーム                 | 試 | 勝 | 分 | 敗 | 得 | 失 | 得率  | 点 | 出場権     |     | DRE | ETV | OSN | SVJ |
| -- | ---------------------- | -- | -- | -- | -- | -- | -- | ----- | -- | ---------- | --- | --- | --- | --- | --- |
| 1  | ドレスデナーSC         | 6  | 4  | 2  | 0  | 9  | 0  | —     | 10 | 準決勝進出 |     | —   | 0–0 | 3–0 | 1–0 |
| 2  | アイムスビュッテラーTV | 6  | 3  | 1  | 2  | 10 | 10 | 1.000 | 7  |            |     | 0–3 | —   | 3–1 | 0–1 |
| 3  | VfLオスナブリュック    | 6  | 1  | 2  | 3  | 11 | 14 | 0.786 | 4  |            | 0–0 | 3–4 | —   | 5–2 |     |
| 4  | 1.SVイエナ             | 6  | 1  | 1  | 4  | 7  | 13 | 0.538 | 3  |            | 0–2 | 2–3 | 2–2 | —   |     |

### グループ2試合結果
- 開催日：1940年5月12日・19日・26日、6月2日・9日・16日・19日・23日
- 会場：ブレーマー・ブリュッケ (オスナブリュック)、ローテンバウム=シュターディオン/ ETVプラッツ / シュターディオン・ホーエルフト (ハンブルク)、エルンスト=アベ=シュポルトフェルト (イエナ)、シュターディオン・アム・オストラーゲヘーゲ (ドレスデン)、シュターディオン・アム・ツォー (ハレ・アン・デア・ザーレ)、ラートレンバーン・アム・プフェルデトゥルム (ハノーファー)

| チーム #1              | スコア    | チーム #2              |
| ---------------------- | --------- | ---------------------- |
| VfLオスナブリュック    | 5:2 (2:0) | 1. SVイエナ            |
| アイムスビュッテラーTV | 3:1 (2:1) | VfLオスナブリュック    |
| 1. SVイエナ            | 0:2 (0:0) | ドレスデナーSC         |
| アイムスビュッテラーTV | 0:1 (0:0) | 1. SVイエナ            |
| ドレスデナーSC         | 3:0 (0:0) | VfLオスナブリュック    |
| 1. SVイエナ            | 2:2 (0:1) | VfLオスナブリュック    |
| ドレスデナーSC         | 0:0       | アイムスビュッテラーTV |
| VfLオスナブリュック    | 0:0       | ドレスデナーSC         |
| 1. SVイエナ            | 2:3 (1:2) | アイムスビュッテラーTV |
| ドレスデナーSC         | 1:0 (0:0) | 1. SVイエナ            |
| VfLオスナブリュック    | 3:4 (1:1) | アイムスビュッテラーTV |
| アイムスビュッテラーTV | 0:3 (0:0) | ドレスデナーSC         |

### グループ3
対象地域：ヘッセン、ミッテルライン、ニーダーライン、ヴェストファーレン。
| 順 | チーム                         | 試 | 勝 | 分 | 敗 | 得 | 失 | 得率  | 点 | 出場権     |     | S04 | F95 | MUS | CSC  |
| -- | ------------------------------ | -- | -- | -- | -- | -- | -- | ----- | -- | ---------- | --- | --- | --- | --- | ---- |
| 1  | FCシャルケ04                   | 6  | 4  | 2  | 0  | 35 | 5  | 7.000 | 10 | 準決勝進出 |     | —   | 0–0 | 5–0 | 16–0 |
| 2  | フォルトゥナ・デュッセルドルフ | 6  | 3  | 2  | 1  | 21 | 4  | 5.250 | 8  |            |     | 1–1 | —   | 7–1 | 7–0  |
| 3  | ミュールハイマーSV06           | 6  | 2  | 0  | 4  | 14 | 29 | 0.483 | 4  |            | 2–8 | 2–1 | —   | 4–5 |      |
| 4  | CSC03カッセル                  | 6  | 1  | 0  | 5  | 10 | 42 | 0.238 | 2  |            | 2–5 | 0–5 | 3–5 | —   |      |

### グループ3試合結果
- 開催日：1940年4月21日・28日、5月19日・26日、6月9日・16日・30日、7月7日
- 会場：シュターディオン・アン・デア・カストロパー・シュトラーセ (ボーフム)、フリンガー・ブロイヒ (デュッセルドルフ)、ミュンガースドルファー・シュターディオン (ケルン)、クーアヘッセンプラッツ / シュターディオン・アン・デア・ニュルンベルガー・シュトラーセ (カッセル)、プロープスタイダー・シュターディオン (ライプツィヒ)、シュターディオン・ヨハンニサウ (フルダ)、グリュックアウフ=カンプフバーン (ゲルゼンキルヘン)、シュターディオン・アム・ツォー (ヴッパータール)、オリンピアシュターディオン・ベルリン、ミッテルドイチェ・カンプフバーン (エアフルト)

| チーム #1                      | スコア      | チーム #2                      |
| ------------------------------ | ----------- | ------------------------------ |
| FCシャルケ04                   | 5:0 (2:0)   | ミュールハイマーSV06           |
| フォルトゥナ・デュッセルドルフ | 7:0 (3:0)   | CSC03カッセル                  |
| ミュールハイマーSV06           | 2:1 (1:1)   | フォルトゥナ・デュッセルドルフ |
| CSC03カッセル                  | 2:5 (2:3)   | FCシャルケ04                   |
| CSC03カッセル                  | 0:5 (0:2)   | フォルトゥナ・デュッセルドルフ |
| CSC03カッセル                  | 3:5 (2:3)   | ミュールハイマーSV06           |
| FCシャルケ04                   | 0:0         | フォルトゥナ・デュッセルドルフ |
| ミュールハイマーSV06           | 4:5 (2:2)   | CSC03カッセル                  |
| FCシャルケ04                   | 16:0 (8:0)0 | CSC03カッセル                  |
| フォルトゥナ・デュッセルドルフ | 7:1 (3:1)   | ミュールハイマーSV06           |
| フォルトゥナ・デュッセルドルフ | 1:1 (1:0)   | FCシャルケ04                   |
| ミュールハイマーSV06           | 2:8 (1:2)   | FCシャルケ04                   |

- カッセル-シャルケ戦は、カッセルのクーアヘッセン・プラッツで開催。観衆は2万人。[7]

### グループ4
対象地域：バイエルン、バーデン、バーデン、ズュートヴェスト、ヴュルテンベルク。
| 順 | チーム                           | 試 | 勝 | 分 | 敗 | 得 | 失 | 得率  | 点 | 出場権     |     | WMA | FCN | SKI | KOF |
| -- | -------------------------------- | -- | -- | -- | -- | -- | -- | ----- | -- | ---------- | --- | --- | --- | --- | --- |
| 1  | SVヴァルトホフ07                 | 6  | 3  | 2  | 1  | 14 | 5  | 2.800 | 8  | 準決勝進出 |     | —   | 1–1 | 7–2 | 4–0 |
| 2  | 1.FCニュルンベルク               | 6  | 2  | 2  | 2  | 10 | 4  | 2.500 | 6  |            |     | 0–0 | —   | 1–0 | 8–0 |
| 3  | シュトゥットガルター・キッカース | 6  | 3  | 0  | 3  | 9  | 9  | 1.000 | 6  |            | 1–0 | 2–0 | —   | 4–0 |     |
| 4  | キッカース・オッフェンバッハ     | 6  | 2  | 0  | 4  | 3  | 18 | 0.167 | 4  |            | 1–2 | 1–0 | 1–0 | —   |     |

### グループ4試合結果
開催日：1940年5月12日・19日・26日、6月2日・9日・16日・23日・30日

会場：アドルフ=ヒトラー=カンプフバーン / シュターディオン・デーゲルロッホ (シュトゥットガルト)、 シュテーティッシェス・シュターディオン (ニュルンベルク)、リーダーヴァルトシュターディオン / ヴァルトシュターディオン (フランクフルト・アム・マイン)、 プラッツ・アン・デン・ブラウエライエン / シュターデイオン (マンハイム)、ビーベラー・ベルク (オッフェンバッハ・アム・マイン)
| チーム #1                        | スコア    | チーム #2                        |
| -------------------------------- | --------- | -------------------------------- |
| シュトゥットガルター・キッカース | 1:0 (1:0) | SVヴァルトホフ07                 |
| シュトゥットガルター・キッカース | 4:0 (2:0) | キッカース・オッフェンバッハ     |
| 1. FCニュルンベルク              | 0:0       | SVヴァルトホフ07                 |
| キッカース・オッフェンバッハ     | 1:2 (1:1) | SVヴァルトホフ07                 |
| 1. FCニュルンベルク              | 1:0 (0:0) | シュトゥットガルター・キッカース |
| キッカース・オッフェンバッハ     | 1:0 (0:0) | 1. FCニュルンベルク              |
| SVヴァルトホフ07                 | 7:2 (2:0) | シュトゥットガルター・キッカース |
| キッカース・オッフェンバッハ     | 1:0 (1:0) | シュトゥットガルター・キッカース |
| SVヴァルトホフ07                 | 1:1 (0:0) | 1. FCニュルンベルク              |
| 1. FCニュルンベルク              | 8:0 (3:0) | キッカース・オッフェンバッハ     |
| SVヴァルトホフ07                 | 4:0 (1:0) | キッカース・オッフェンバッハ     |
| シュトゥットガルター・キッカース | 2:0 (2:0) | 1. FCニュルンベルク              |

- シュトゥットガルター・キッカーズ-ニュルンベルク戦は、アドルフ・ヒトラー・カンプフバーンで開催、観衆は13000人。[8]

## 準決勝
会場：アドルフ=ヒトラー=カンプフバーン (シュトゥットガルト)、プラター・シュターディオン
| チーム #1            | スコア  | チーム #2        |
| -------------------- | ------- | ---------------- |
| 1940年7月14日        |         |                  |
| FCシャルケ04         | 3–1     | SVヴァルトホフ07 |
| SKラピート・ヴィーン | 1–2 aet | ドレスナーSC     |

## 三位決定戦
会場：オリンピアシュターディオン・ベルリン
| チーム #1            | スコア  | チーム #2        |
| -------------------- | ------- | ---------------- |
| 1940年7月21日        |         |                  |
| SKラピート・ヴィーン | 4–4 aet | SVヴァルトホフ07 |

ラピートとヴァルトホフの三位決定戦は、決勝戦の前座として行われた。しかし延長戦を行っても4－4で決着つかず、後日ウィーンで再試合が行われることになった。延長終了直前、ラピートのシュテファン・スコウマルが相手選手と交錯し、ダンツィヒの主審レガンツェロフスキにより退場処分を受けた。

### 再試合
| チーム #1            | スコア | チーム #2        |
| -------------------- | ------ | ---------------- |
| 1940年7月28日        |        |                  |
| SKラピート・ヴィーン | 5–2    | SVヴァルトホフ07 |

ラピートが5－2で再試合を制し、銅メダルを獲得した。出場選手11人中10人は来年度の優勝メンバーと同じで、MFハンス・ホーフシュテッターは来年の決勝でレオポルト・ゲルンハルトに取って代わられる。

## 決勝
| FCシャルケ04      | 1 – 0    | ドレスデナーSC |
| ----------------- | -------- | -------------- |
| カルヴィツキ 27分 | レポート |                |

| FCシャルケ04         |  |                                   |
|                      |  |                                   |
| GK                   |  | ハンス・クロット                  |
| DF                   |  | ハンス・ボーネマン (サッカー選手) |
| DF                   |  | ハインツ・ヒンツ                  |
| MF                   |  | ベアンハート・フュラー            |
| MF                   |  | オットー・ティブルスキー          |
| MF                   |  | ヘアバート・ブアデンスキ          |
| FW                   |  | ヘアマン・エッペンホフ            |
| FW                   |  | フリッツ・シェパン                |
| FW                   |  | エアンスト・カルヴィツキ          |
| FW                   |  | エアンスト・クツォーラ            |
| FW                   |  | ヴィリ・シュー                    |
| 監督                 |  |                                   |
| オットー・ファイスト |  |                                   |

| ドレスナーSC                      |  |                                         |
|                                   |  |                                         |
| GK                                |  | ヴィリバルト・クレース                  |
| DF                                |  | ヘアバート・ポール (サッカー選手)       |
| DF                                |  | ハインツ・ヘンペル                      |
| MF                                |  | シュトラウフ                            |
| MF                                |  | ヴァルター・ジューア                    |
| MF                                |  | ヘルムート・シューバート (サッカー選手) |
| FW                                |  | エマヌエル・ボチェク                    |
| FW                                |  | ハインリヒ・シャッファー                |
| FW                                |  | ヘルムート・シェーン                    |
| FW                                |  | ハインツ・ケッピン                      |
| FW                                |  | リヒャート・ホフマン                    |
| 監督                              |  |                                         |
| ゲオーク・ケーラー (サッカー選手) |  |                                         |

1－0という最少得点差の結果以上に、ドイツ王者シャルケと挑戦者ドレスデナーSCの間には歴然たる実力差があった。「第三世代」 (dritte Generation)と呼ばれたヘルベルト・ブルデンスキ、ヴィリ・シュー、ベルンハルト・フュラーら若手選手を起用したシャルケは90分間ゲームを支配し、フォワード陣は前半から数多くの決定機を迎えるも、DSCの守護神ヴィリバルト・クレスに防がれ続けた。
しかしDSCの攻撃陣もまた、ベテランDFハンス・ボルネマンによって統率されるシャルケ守備陣にしっかり抑え込まれてしまっていた。DSCで最も危険なストライカーのヘルムート・シェーンは中盤におけるオットー・ティブルスルキーのマークで止められ、彼らの決定機といえば、FWハインツ・ケッピンクが相手GKハンス・クロットを脅かした一本くらいである。
前半27分、シャルケの圧倒的ボールポゼッションがついに結実する。エルンスト・クツォーラからのパスを受けたCFWエルンスト・カルヴィツキが、GKクレスを破る正確なシュートをゴールネット右下隅に流し込んだ。その後ゲームはシャルケが引いて守りに入っていくのに対し、イマジネーション不足のDSCが攻めあぐねる、という膠着状態になった。シャルケはヘルマン・エッペンホフが追加点の決定的チャンスを得るが、完全フリーにもかかわらずGKクレスの正面に打ってしまう。
試合終盤は再度シャルケが技術的に優れたサッカーで押し込む展開となり、観衆はこれに大いに沸いたのだが、しかし結局追加点は生まれず。不可解なほどのロースコアゲームのなか、DSCは一点のビハインドを追いかけるどころか、時間の経過とともに増々自陣に押し込まれていき、そのまま試合は終わってしまった。やや寂しい点数と圧倒的により、王者シャルケが連覇を決めた。